# Franz Boeres
Franz Boeres (* 4. September 1872 in Seligenstadt; † 24. Mai 1956 in Stuttgart) war ein deutscher Maler, Bildhauer und Schmuckdesigner.

## Leben

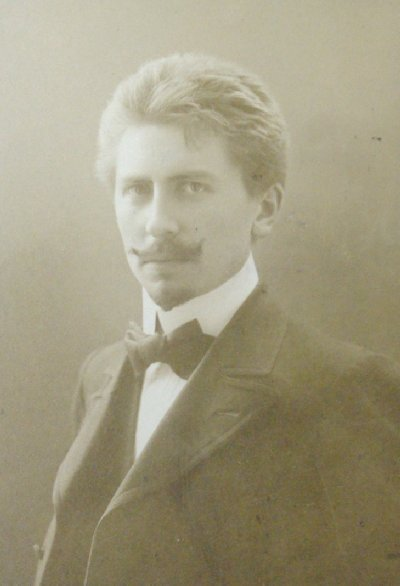
Der Künstler zu Beginn des 20. Jhs., Foto, Landschaftsmuseum Seligenstadt

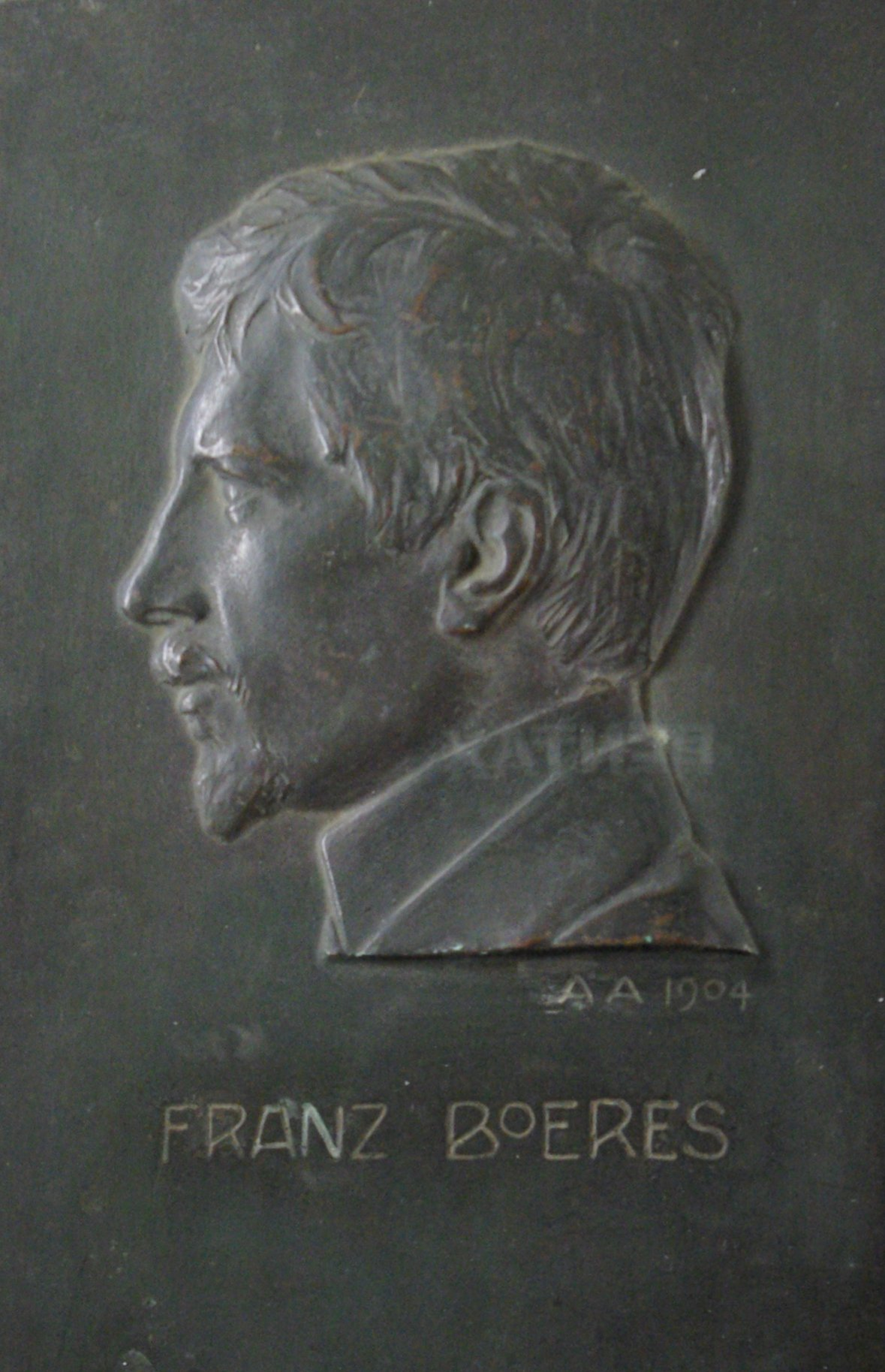
Porträt des Künstlers, Bronze von Max Audorf 1904, Landschaftsmuseum Seligenstadt

Am 4. September 1872 wurde Franz Boeres als Sohn des Lederfabrikanten Johann Boeres (1836–1910) und seiner Frau Katharina Boeres, geb. Blum (1842–1914), in Seligenstadt am Main geboren. Zusammen mit seinen zwei älteren Brüdern und zwei jüngeren Schwestern verbrachte er die Kindheit in seinem Geburtsort, dessen ländliche Umgebung und kleinstädtischer Charakter den Lebensstil prägten. Ausflüge in die nähere Umgebung, Besuche lokaler Künstler und die Pflege der Hausmusik kennzeichnen die musische Ausrichtung der Familie, die das künstlerische Talent Boeres' erkannte und durch privaten Malunterricht förderte. Nach Beendigung seiner Schulzeit wurde er auf Fürsprache seines an der Akademie in München ausgebildeten Kunstlehrers Karl Rettinger an der Zeichenakademie in Hanau angenommen.
1886 nahm Franz Boeres sein Studium an der Königlich Preußischen Zeichenakademie in Hanau auf, die sich in erster Linie der Schulung kunstgewerblicher Nachwuchskräfte widmete. Seine Lehrer waren die Professoren Wiese (Akt und Modellieren), Andorf (Anatomie), Schulz (Porträt und Stillleben) und Ofterdinger (Kunstgewerbe). Nach fünfjährigem Studium beendete er seine Ausbildung und schlug das Angebot aus, die Studien an der Münchner Akademie fortzusetzen.
1892 übersiedelte Franz Boeres nach Stuttgart, nachdem er in der „Erzgießerei und kunstgewerblichen Werkstätte Paul Stotz“ eine Anstellung als Modelleur gefunden hatte. Boeres blieb bis zum Tode des Firmeninhabers in dieser Anstellung, die eine
grundlegende Weiterbildung im Bereich kunstgewerblicher Herstellungstechnik gewährleistete und die Voraussetzung für spätere eigenständige Denkmalsentwürfe bot.
Nach Aufkündigung seines Arbeitsverhältnisses in der Firma Paul Strotz gründete er mit Beginn des Jahres 1900 sein Atelier in der Schützenstraße 13, in unmittelbarer Nähe von Staatsgalerie, Musikhochschule und Kunstakademie.
Mit Ausbruch des Zweiten Weltkriegs widmete sich Franz Boeres verstärkt dem Ordnen seines Nachlasses; Gedichte, Märchen und Reisebeschreibungen wurden maschinenschriftlich fixiert und in mehreren Bänden gesammelt. Aufgrund seines hohen Alters sah er sich nur noch zur Annahme weniger öffentlicher Aufträge in der Lage. Er führte Restaurierungsarbeiten am Nachlass von Prof. Schickhardt und an Beständen aus dem Stadtarchiv Stuttgart aus. Durch die Währungsreform um sein Vermögen gebracht, verkaufte er seine umfangreiche Gemäldesammlung Stück für Stück an die Familie Bosch; die Stadt Stuttgart zahlt ihm einen „Ehrensold“. Große Teile seiner künstlerischen Arbeit wurden als Schenkungen seinem Geburtsort Seligenstadt und dem Stadtarchiv Stuttgart übergeben. Am 24. Mai 1956 starb Franz Boeres im Alter von 84 Jahren.

## Werk

### Bildhauerische Arbeiten
Bis zum Jahr 1902 war der Bildhauer Maihöfer sein Ateliernachbar in Stuttgart. Franz Boeres arbeitete dessen Bildnis als Büste aus und findet damit Zugang zur Internationalen Kunstausstellung 1905 im Münchner Glaspalast, wodurch sein Erfolg als Portraitist, der sich in einer Vielzahl privater und öffentlicher Plaketten- und Büstenaufträgen dokumentiert, eingeleitet wurde.
Schon 1913 wurden Arbeiten von Boeres in der Münchner Zeitschrift Die Plastik abgebildet. Die Beteiligung an den Großen Deutschen Kunstausstellungen 1938 und 1939 im Haus der Deutschen Kunst mit insgesamt zehn Plaketten verschaffte ihm durch eine Abhandlung von Clement Morro (Paris) in La Revue Moderne internationale Anerkennung und führte 1942 zum Ankauf von vier Portraitplaketten durch das Kunsthistorische Museum in Wien.

### Denkmale und Brunnen
Nach dem Ersten Weltkrieg wandte sich Boeres den Bereichen der Denkmalsplastik und Brunnengestaltung sowie Grabmalsentwürfen zu. Neben der Ausführung einer großen Anzahl privater Aufträge entstand 1921 das Grabmal für den Maler Julius Kornbeck und im selben Jahr das Ehrenmal für die Gefallenen des Georgii-Gymnasiums Esslingen, im Jahr 1922 der Kornbeck-Brunnen in Oberensingen und die Offiziersgräber auf dem Waldfriedhof Stuttgart, 1929 die Gedenkplakette an Heinrich Bäuchlein für das Deutsche Sängermuseum in Nürnberg, 1932 das Eduard v. Hering-Denkmal im Hof der Württembergischen Tierärztlichen Untersuchungsanstalt in Stuttgart, 1938 die Friedrich v. Kielmeyer-Gedenktafel für die
Staatliche Naturaliensammlung Stuttgart und 1951 die Gustav-Wais-Gedenkplakette für das Museum des Alb-Vereins in Urach.
Von mehreren württembergischen Gemeinden, unter anderen Beuren, Lustnau bei Tübingen, Würzbach bei Calw und Pfaffenhofen, erhielt Franz Boeres Aufträge für Kriegergedenkstätten.

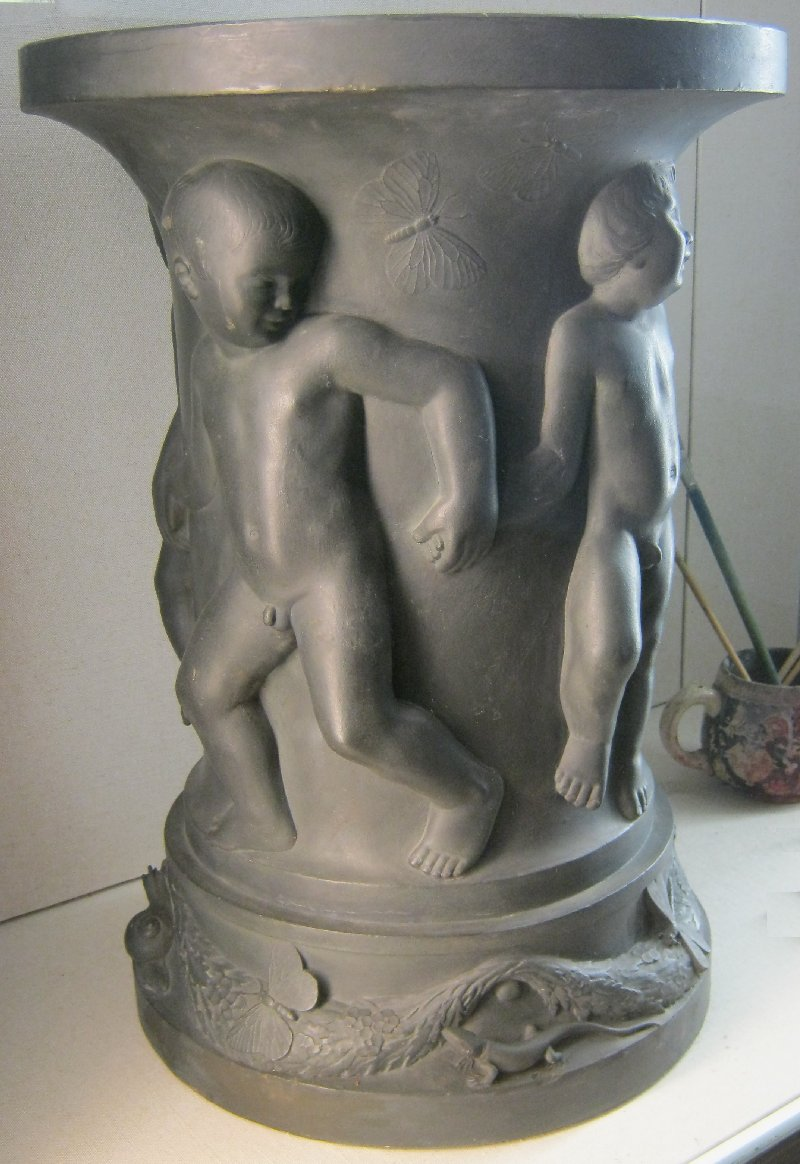
Franz Boeres: Zimmerbrunnen, Gipsmodell 1915, Landschaftsmuseum Seligenstadt
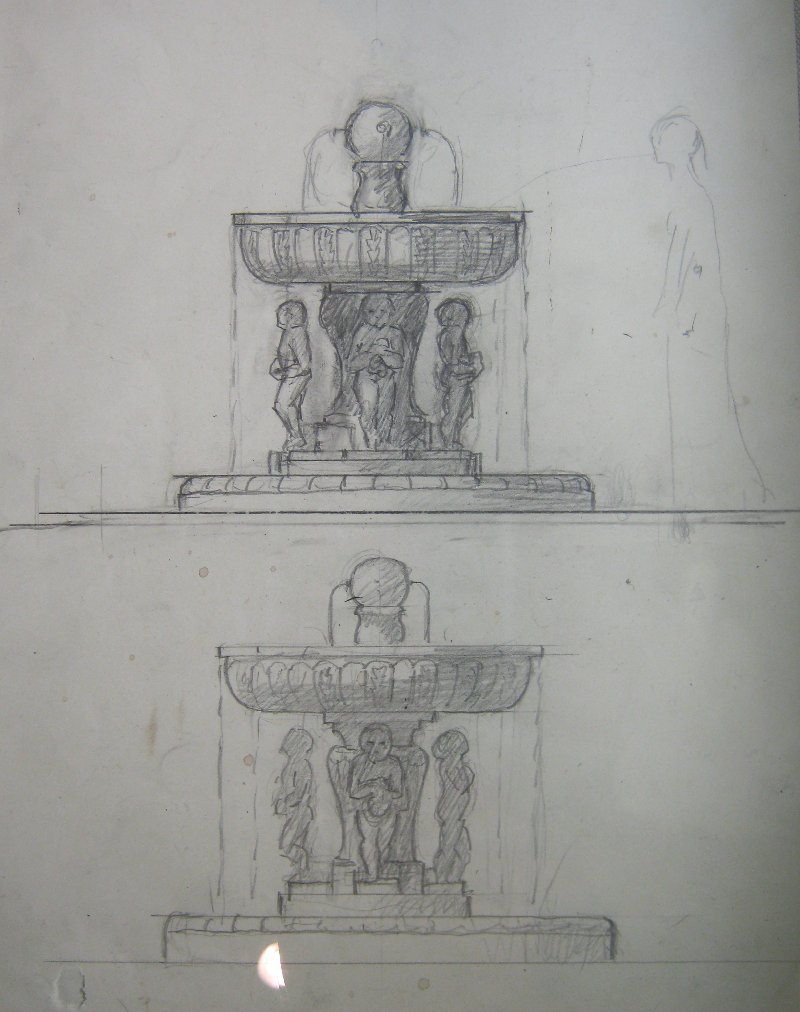
Franz Boeres: Brunnenentwurf, Zeichnung um 1920, Landschaftsmuseum Seligenstadt

### Designarbeiten
Franz Boeres Tätigkeit als selbständiger Designer auf fast allen Gebieten kunstgewerblicher Produktion fiel in den Zeitraum von etwa 1900 bis in die Anfangsjahre des Ersten Weltkriegs. Seine Entwürfe zeichneten sich durch eine stetige Konkurrenz traditionell-formalistischer Schöpfungen mit den vom Bedürfnis industrieller Massenfabrikation getragenen Ansprüchen nach Vereinfachung der Form aus. Sie fanden auf Ausstellungen besondere Beachtung, zumal in der werkgerechten Verarbeitung des Materials und den daraus resultierenden Schmuckformen den Forderungen des 1907 gegründeten Deutschen Werkbundes entsprochen wurde.
Die Variationsbreite seiner Entwurfsarbeiten vermittelte ihm Aufträge von maßgeblichen Jugendstilfirmen: dem Silberwarenhaus Peter Bruckmann & Söhne in Heilbronn, der Goldschmiederwerkstätte Theodor Fahrner in Pforzheim, dem Württembergischen Linoleumwerk in Geislingen und den kunstgewerblichen Werkstätten Siefert & Co in Dresden und Winhart & Co. in München. Besonderen Erfolg brachten seine Gestaltungsvorschläge für eiserne Zimmeröfen der Firma Ernst Haas in Sinn (Nassau). Im Auftrag der Firma Paul Stotz, für die er weiterhin tätig war, entwarf er die Kronleuchter der Kaiser-Wilhelm-Gedächtniskirche in Berlin.
Mit seiner Entwurfsserie für „Fahrner-Schmuck“ war Boeres auf der Weltausstellung in St. Louis vertreten. 1913 beteiligte er sich an der Jahresausstellung des „Deutschen Werkbundes“ in Leipzig.

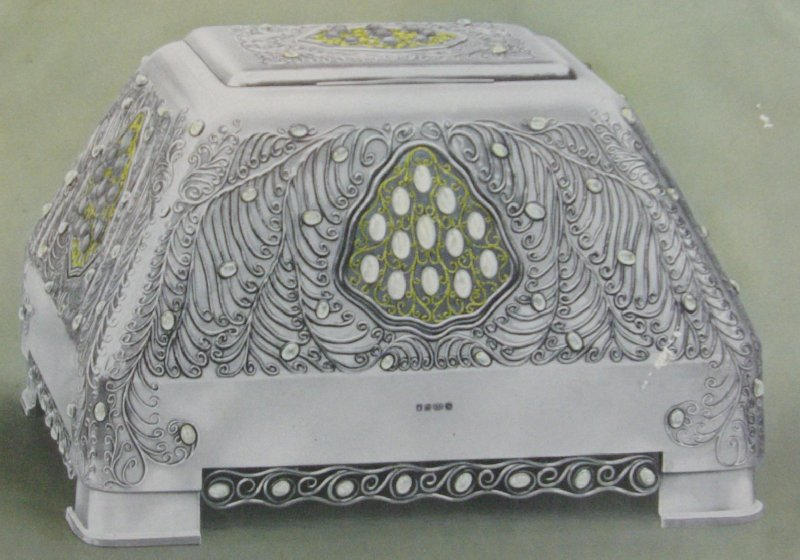
Franz Boeres: Schmuckkassette, Fotografie, Landschaftsmuseum Seligenstadt
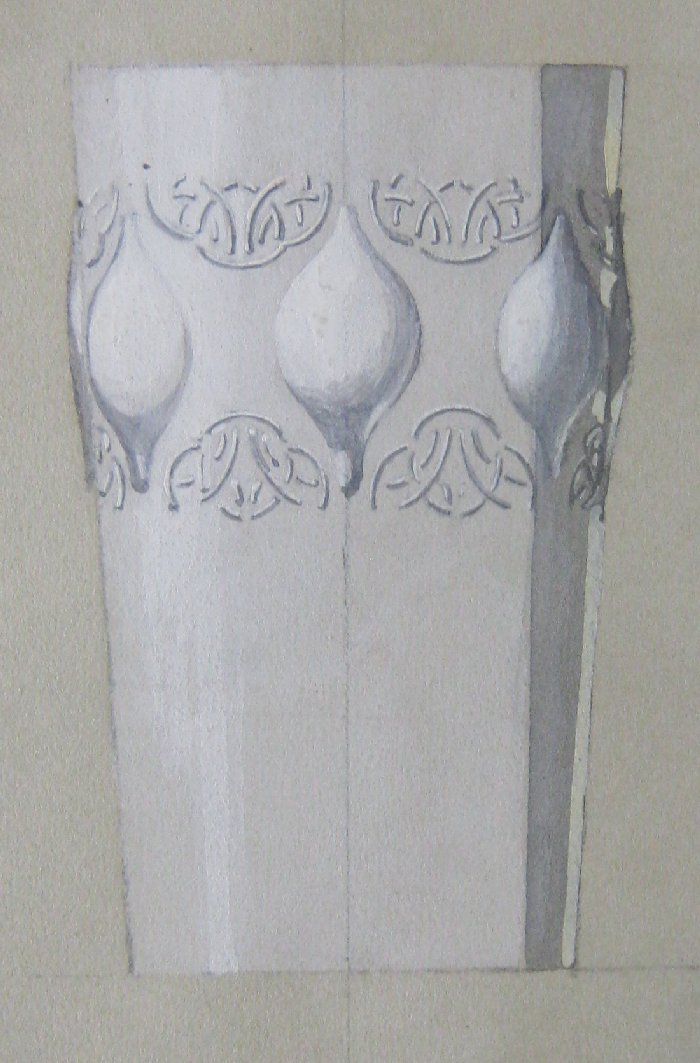
Franz Boeres: Silberbecher, Gouache 1905, Landschaftsmuseum Seligenstadt
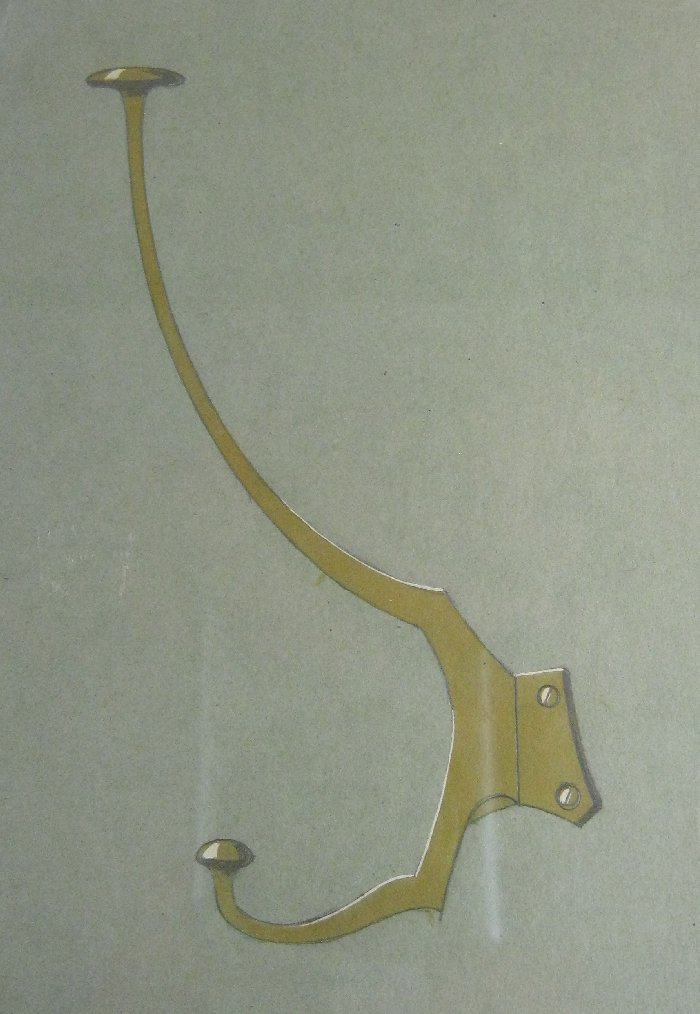
Franz Boeres: Garderobenhaken, Gouache 1905, Landschaftsmuseum Seligenstadt
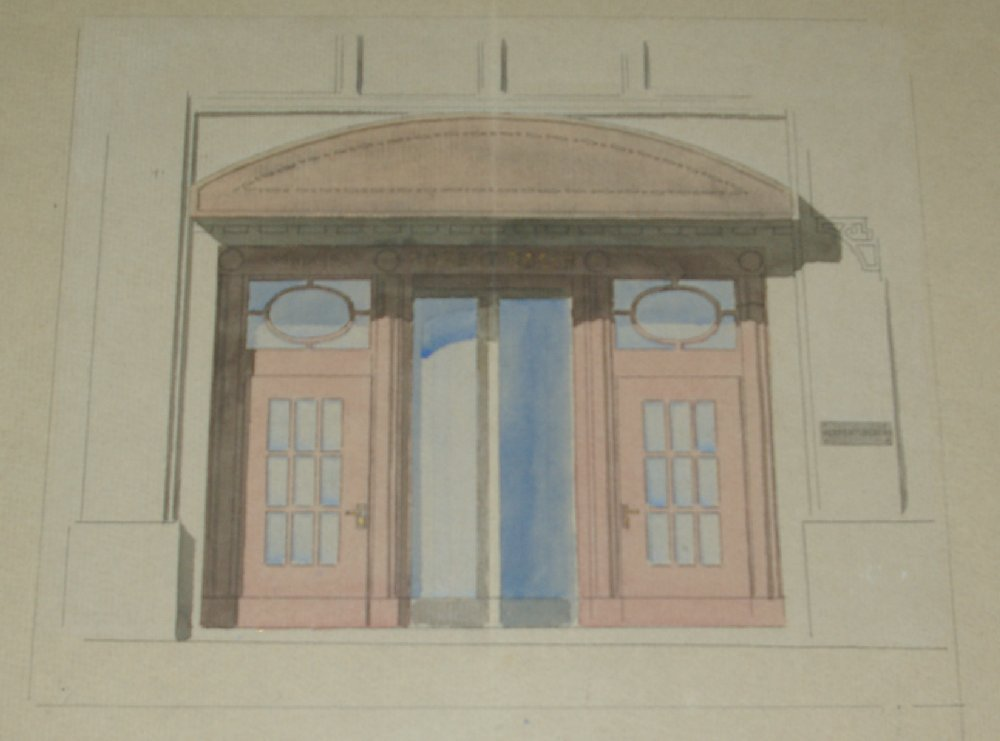
Franz Boeres: Eingang des Bosch-Bürogebäudes, Aquarell 1912, Landschaftsmuseum Seligenstadt
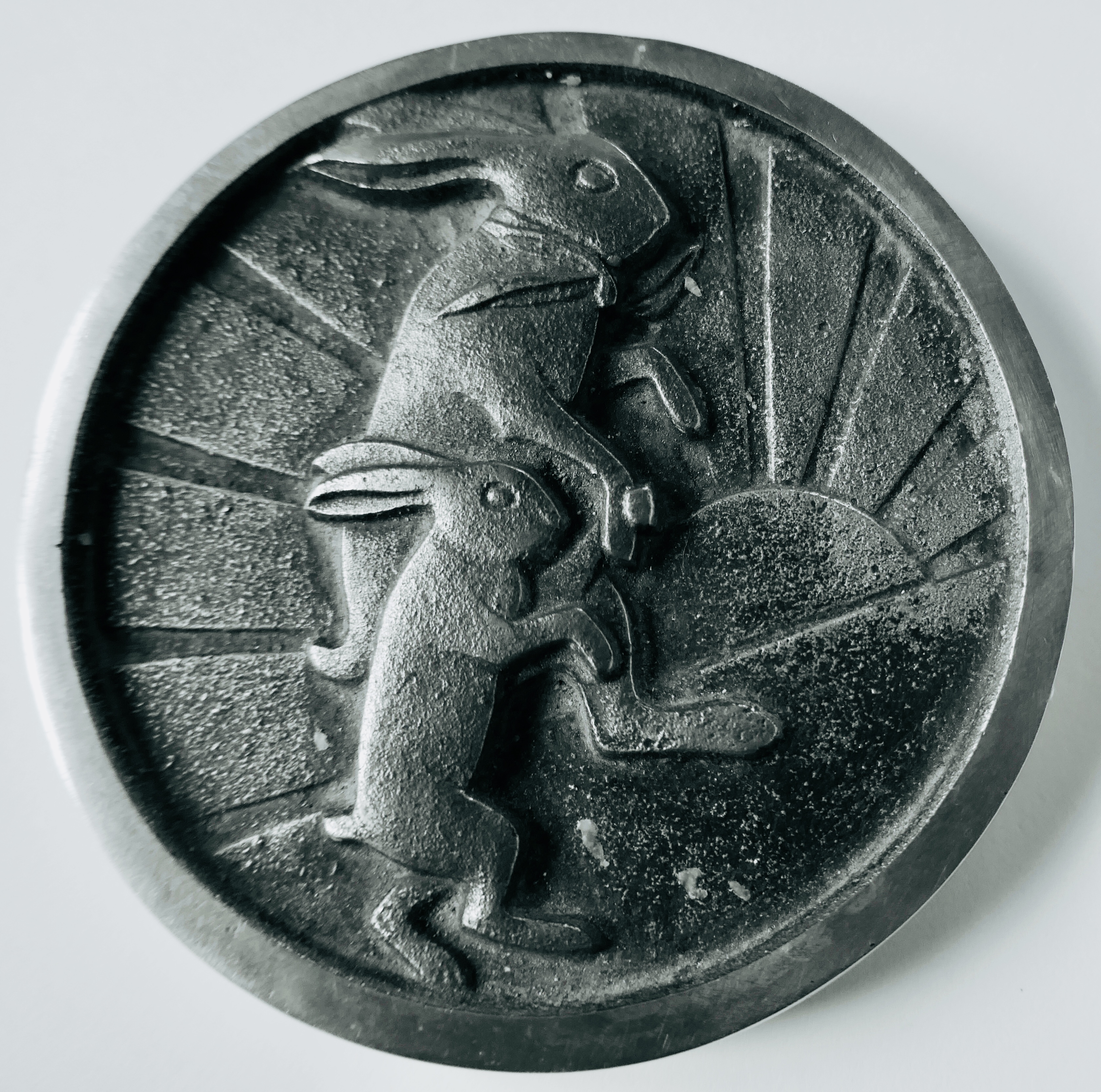
Franz Boeres: „Ha(a)s und Sohn“ vor aufgehender Sonne. Entwurf eines neuen Markenzeichens nach dem 1. Weltkrieg für die Neuhoffnungshütte Haas & Sohn. Sammlung Villa Haas (Sinn).

### Arbeiten für die Familie Bosch
1910 übertrug Robert Bosch Boeres die Bildhauerarbeiten an seiner Villa in der Heidenhofstraße in Stuttgart. Der Auftrag umfasste eine Anzahl figürlicher Gartenplastiken, ornamentale Reliefs für das Villengebäude und bauplastische Details für das Eingangsportal. Da es Boeres gelang, die Arbeiten zur vollsten Zufriedenheit auszuführen, wurden ihm auch die Innengestaltung der Räume und ihre Möblierung übertragen. Er verstand es hier, dem auf Repräsentation bedachten Geschmack des Auftraggebers zu entsprechen, und verblieb bis zum Jahr 1916 in der Stellung eines Hauskünstlers der Familie. Beleuchtungskörper, Silberwaren, Stickereien für die Frauenbekleidung, Entwürfe für das Portal des Fabrikgebäudes und das Firmenzeichen sind Ergebnisse dieser mehrjährigen Tätigkeit. 1922 entwarf er das Grabmal für den verstorbenen Sohn von Robert Bosch und wurde von 1927 bis 1929 erneut mit bildhauerischen Arbeiten und der Inneneinrichtung der Bosch-Landhäuser in Lustnau bei Tübingen beauftragt.

### Zeichnungen und Malerei
Neben präzisen Aktstudien, die Franz Boeres seit seiner Akademiezeit regelmäßig betrieb, entstanden in den ersten Jahren seiner selbständigen Tätigkeit eine Vielzahl figürlicher Umrisszeichnungen. Die Beziehungen der Menschen zwischen einander, die Unterordnung des Menschen unter den göttlichen Willen, die Natur und die Kunst der Antike bestimmen die Themen seiner Zeichnungen und bildeten auch die Inhalte seiner Gedichte, Sinnsprüche und Märchenerzählungen.
Nach dem Ersten Weltkrieg, noch ganz den Eindrücken seiner Dienstzeit in der elsässischen Kriegsgräberverwaltung verhaftet, setzte er sich in einer großen Anzahl von Zeichnungen mit dem Todesgedanken auseinander. Sie wurden, mit schlichten Versehen versehen, in seinem Mappenwerk „Bilderbuch vom Tode“ gesammelt.

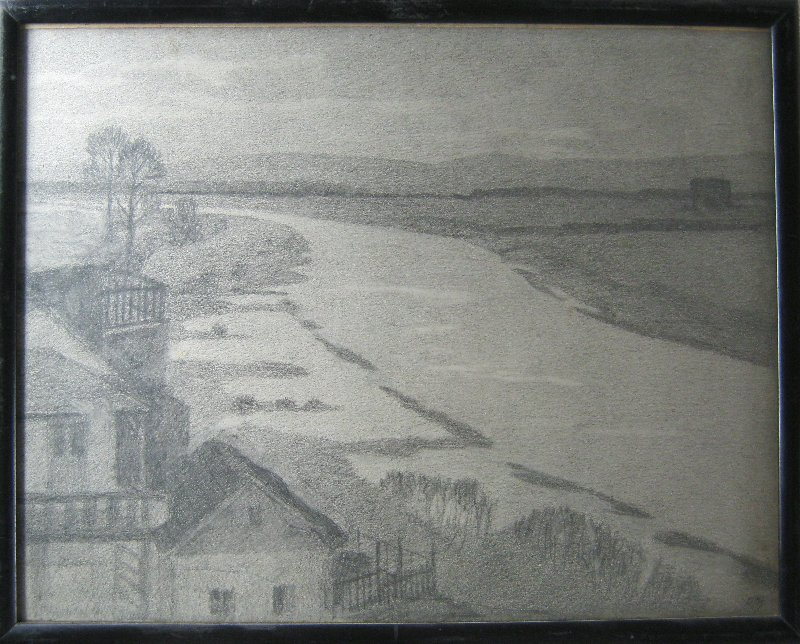
Franz Boeres: Das Geburtshaus des Künstlers, Zeichnung, Landschaftsmuseum Seligenstadt
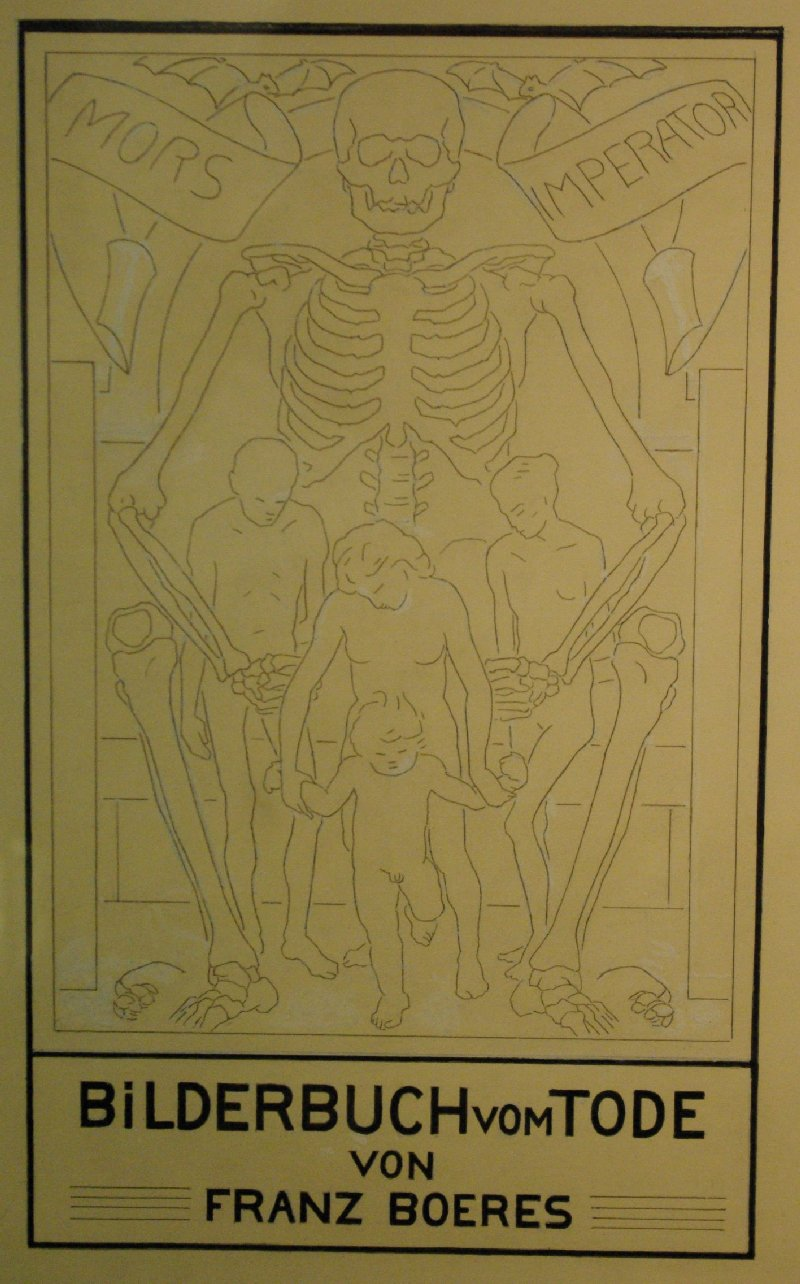
Franz Boeres: Deckblattentwurf, um 1920, Landschaftsmuseum Seligenstadt
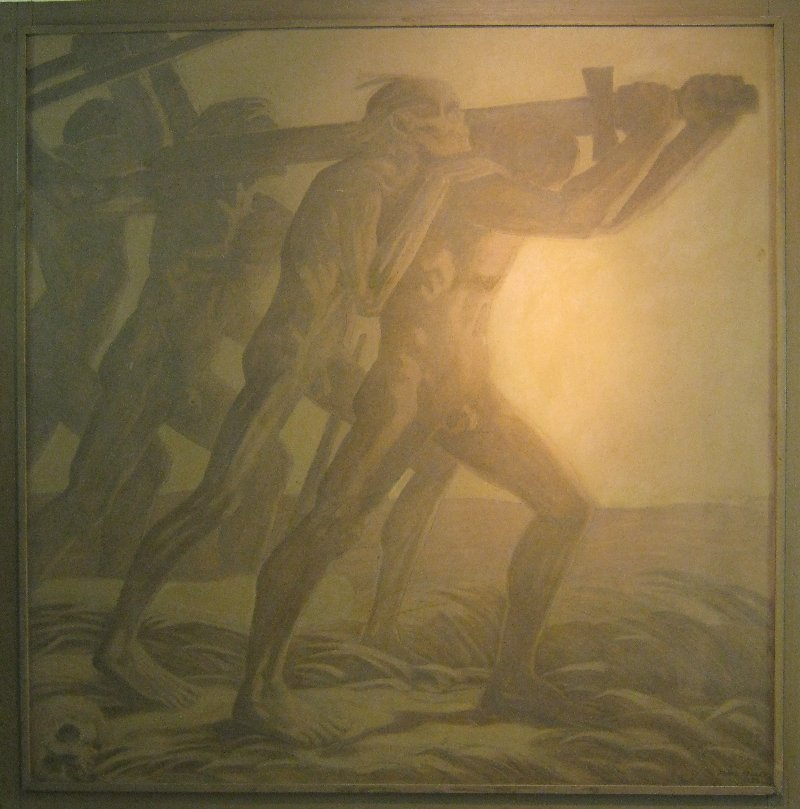
Franz Boeres: Der Krieg, Ölgemälde 1938, Landschaftsmuseum Seligenstadt
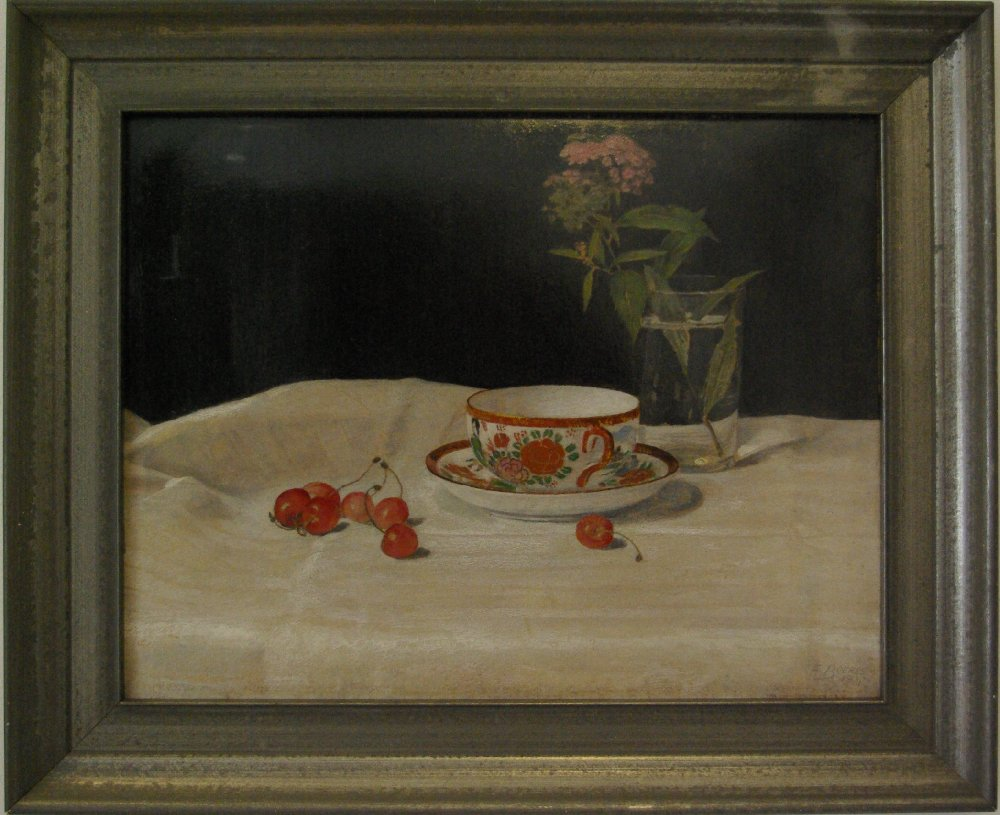
Franz Boeres: Stillleben, Ölgemälde um 1940, Landschaftsmuseum Seligenstadt

Auf Illustrationen zum Alten und Neuen Testament, die seit 1943 einen Schwerpunkt seiner künstlerischen Arbeit bilden, wurde in späteren Ölbildern zurückgegriffen. Diese sind in einer Art Grisaillemalerei ausgeführt, einer Technik, die er bereits in den Jahren 1932 bis 1934 angewandt hatte. Dort waren es die Gedanken an Leben, Tod und Fortleben des menschlichen Geschlechts, die ihn zur Arbeit an diesen Bildern angeregt hatten. Zur Malerei findet Boeres erst in den dreißiger Jahren; er trat nun in den jährlichen Ausstellungen des Württembergischen Künstlerverbandes auch mit kleinen Stillleben und Landschaften an die Öffentlichkeit. Seine stimmungsbetonten, lyrischen Landschaftsbilder erwuchsen aus der realistischen Landschaftsmalerei, die er bereits 1904 mit seinem
damaligen Ateliernachbarn Felix Hollenberg auf gemeinsamen Landpartien geübt hatte.

## Nachlass und Ehrung
1947 – anlässlich seines 75. Geburtstags – verlieh Seligenstadt Franz Boeres die Ehrenbürgerschaft und zeigte eine erste Ausstellung seiner Arbeiten in der Alten Abtei. Boeres bereitete diese akribisch vor, obwohl abzusehen war, dass die Wohnungsnot der Nachkriegszeit die gewünschte ständige Präsentation nicht erlaubte.
In den Räumen des Stadtarchivs verwahrt, wurden nur Teile des Nachlasses in kleineren Sonderausstellungen sporadisch gezeigt. Mitglieder des Vereins zur Förderung des Landschaftsmuseums sichteten, restaurierten und inventarisieren die umfangreichen Bestände ab 1975.
1982 publizierte der Kreisausschuss des Kreises Offenbach mit Unterstützung des Hessischen Kultusministers und des Hessischen Museumsverbands eine dokumentarische Übersicht. Die Stadt Seligenstadt erfüllte das Legat ihres Ehrenbürgers 1988 mit der Einrichtung einer Franz-Boeres-Abteilung im Museum Altes Haus und 2003 durch die Dauerleihgabe an das Landschaftsmuseum Seligenstadt.